# Absintdrickaren
Absintdrickaren (franska: Le Buveur d'absinthe) är en oljemålning av den franske konstnären Édouard Manet från 1859. Den ingår i Ny Carlsberg Glyptoteks samlingar i Köpenhamn.
Absintdrickaren tillhör Manets tidiga verk och anses vara hans första originella. Det är ett helfigursporträtt i naturlig storlek, ett samtida motiv i en dyster kolorit. Bildrummet är grunt, mannen är målad platt, och bildens delar adderas till varandra snarare än befinner sig i ett kontinuerligt rum. Den porträtterade mannen hette Collardet och var en alkoholiserad chiffonnier som höll till i området runt Louvren. Ett absintglas finns avbildat på avsatsen till vänster om mannen. Målningen mötte hård kritik och refuserades av salongsjuryn trots att Eugène Delacroix röstat för den. Manet själv uppskattade tavlan och återanvände samma motiv, den porträtterade mannen, i Den gamle musikanten från 1862. 

## Bilder

Den gamle musikanten (1862). National Gallery of Art.